# Mouse

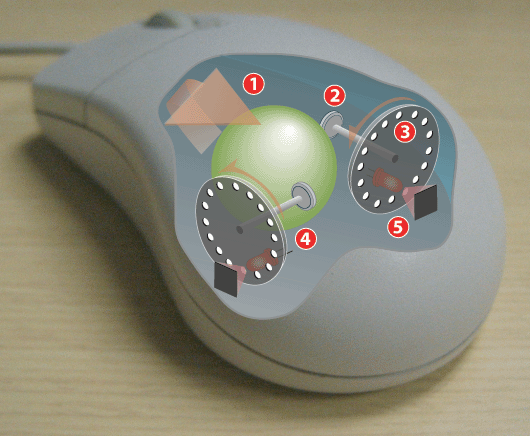
Funcționarea unui maus mecanic:
1. Mișcarea mausului învârte bila.
2. Cilindrii X și Y urmăresc mișcarea bilei.
3. Discurile opace au fante prin care trece lumina.
4. LED-urile infraroșii iluminează aceste discuri.
5. Senzorii captează pulsurile de lumină pentru a le converti în deplasări pe cele două axe.

Mausul (mouse) este unul dintre cele mai importante dispozitive periferice de introdus comenzi ale computerului (calculatorului electronic) modern. A devenit aproape un "element" hardware standard al oricărui computer. De obicei mausul este un obiect mic echipat cu una sau mai multe taste, modelat astfel încât să poată fi apucat și mânuit ușor cu mâna. Principiul lui de funcționare se bazează pe recunoașterea de către computer a mișcării sale relativă la suprafața plană pe care este așezat și deplasat.
Mișcarea mausului este detectată de un senzor situat în partea sa inferioară, preluată, digitalizată și apoi, printr-o interfață adecvată, transmisă computerului la care e atașat. Informația de mișcare a mausului în spațiul bidimensional (2D) este convertită tot în mișcare bidimensională (2D) a unui cursor identificator-indicator grafic pe ecranul unui monitor. Altfel spus, mișcarea mausului provoacă o mișcare corespunzătoare a cursorului pe suprafața ecranului monitorului, atașat și el calculatorului. Datorită acestei funcțiuni utilizatorul mausului poate decide (alege) și indica pe ecranul monitorului orice poziție dorită, ceea ce de obicei este interpretat de către computer drept o introducere de comandă, un element major al interfeței grafice cu calculatorul (Graphic User Interface, GUI). De la începutul anilor 1990 mausul împreună cu tastatura și monitorul au devenit pe plan mondial una din cele mai obișnuite interfață om-mașină, prezentă aproape la orice computer.
Cuvântul „maus” provine de la cuvântul englez mouse, care înseamnă șoarece. Această denumire a fost aleasă deoarece dispozitivul are forma și mărimea unui șoarece, iar cablul de legătură cu calculatorul, inițial orientat în partea opusă (spre utilizator), accentua această asemănare.
Până acum s-au inventat multe tipuri de dispozitive periferice de indicat/comandat, pentru diverse domenii de aplicație, care pot avea cu totul alte forme și principii de funcționare decât mausul tradițional, ca de exemplu: trackball, touch pad, touch screen, joy stick, graphics tablet, Nintendo Wii Remote și mai recent (în toamna 2009), Apple Magic Mouse.
În ultimii ani au apărut calculatoare și alte dispozitive moderne (de ex. telefoane mobile de tip smartphone), la care funcțiile mausului (sau și ale tastelor sau tastaturii) sunt complet înlocuite prin proprietățile tactile ale ecranului (monitorului) atașat. În acest caz, în loc de a mânui mausul sau a apăsa pe taste, utilizatorul atinge ecranul cu unul sau mai multe degete, executând anumite mișcări pentru a declanșa diverse acțiuni.

## Tipuri de mausuri
Mausul a fost inventat de Douglas Engelbart la Stanford Research Institute în anul 1963 după un vast test de utilizabilitate. Dispozitivul a mai fost denumit în engleză și bug (gândac), dar denumirea a dispărut în favoarea celei de mouse. A fost unul din cele câteva dispozitive de indicat dezvoltate pentru calculatorul „oN-Line System” (NLS) al lui Engelbart, care era un sistem conținând atât hardware cât și software. Ulterior au fost construite dispozitive bazate și pe alte mișcări ale corpului, cum ar fi dispozitive montate pe cap sau atașate de bărbie sau nas, dar în cele din urmă a câștigat mausul, datorită simplității și comodității sale.
Primul maus era relativ voluminos și folosea două roți dințate perpendiculare una față de alta: rotația fiecărei rotițe era translatată în mișcare de-a lungul unei axe a planului. Engelbart a primit patentul US3541541 la data de 17 noiembrie 1970, sub numele "Indicator de poziție X-Y pentru un sistem de afișare". Pe atunci Engelbart se gândea ca utilizatorii să țină mausul cu o mână, în timp ce cu cealaltă tastau pe o tastatură având cinci taste.
Principalele tehnici de translatare a mișcării folosesc senzori mecanici, optici și inerțiali.

### Mausuri mecanice
O variantă a mausului, inventată la începutul anilor 1970 de inginerul Bill English de la compania Xerox PARC, a înlocuit roțile externe cu o singură bilă care se putea mișca în orice direcție. Mișcarea bilei, la rândul ei, era detectată de două rotițe perpendiculare care se aflau în interiorul mausului. Această variantă a mausului semăna cu un trackball inversat, și a fost principala formă folosită cu calculatoarele personale din anii 1980-1990. Grupul de la Xerox PARC s-a hotărât asupra tehnicii moderne de a folosi amândouă mâinile pentru a tasta la o tastatură QWERTY, iar mausul era folosit numai când era nevoie.
Mausurile moderne au luat naștere la École polytechnique fédérale de Lausanne (EPFL) sub inspirația profesorului Jean-Daniel Nicoud și a mâinilor inginerului și ceasornicarului André Guignard. Un rezultat al EPFL, compania Logitech, a lansat primul maus popular.

### Mausuri optice

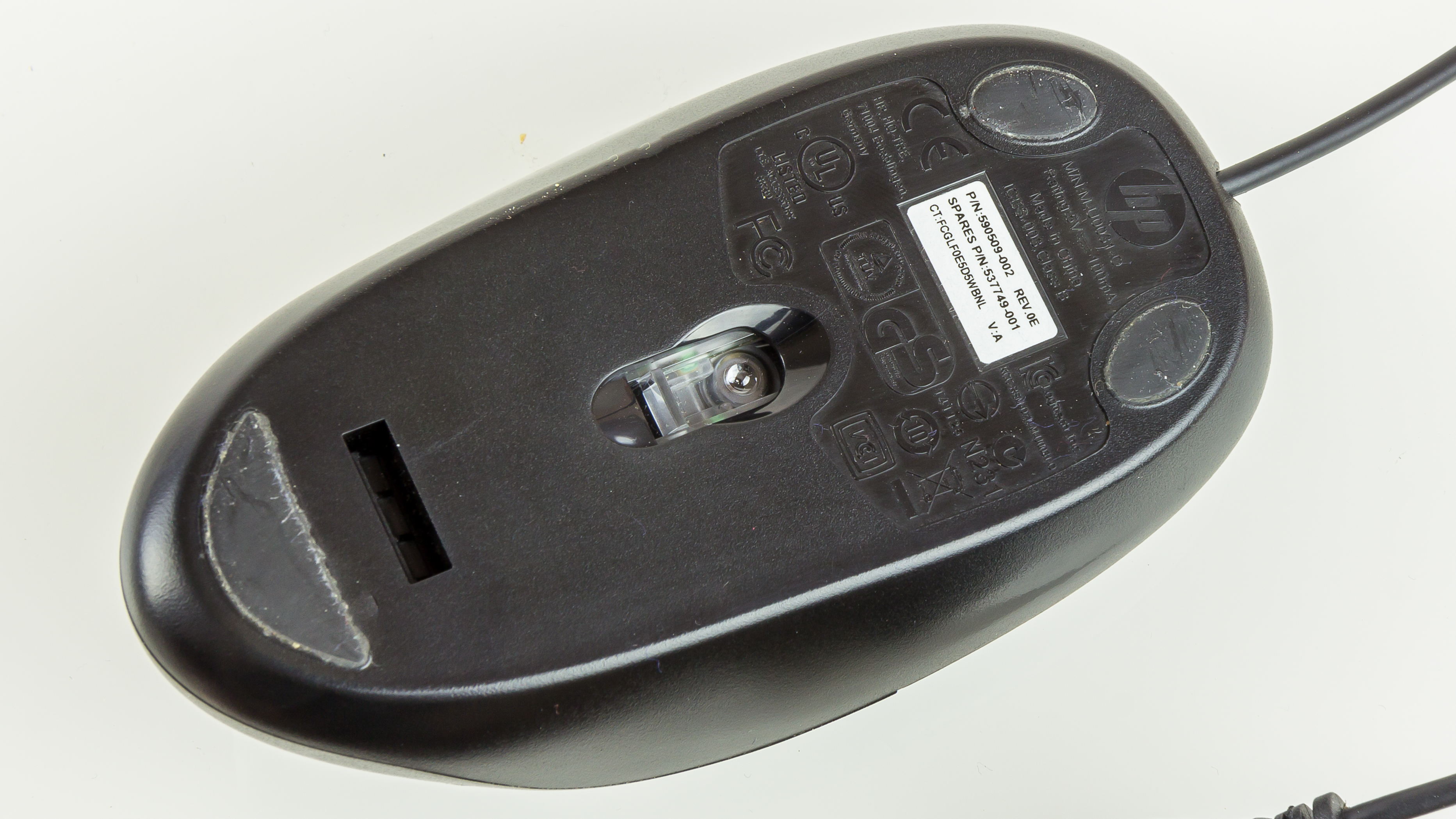
Maus optic văzut de dedesubt.

Un maus optic folosește o diodă emițătoare de lumină și o fotodiodă pentru a detecta mișcarea pe suprafața unui mauspad, fără să mai aibă părți în mișcare ca la un maus mecanic.
Mausurile optice timpurii, așa cum sunt cele inventate de Steve Kirsch de la Mouse Systems Corporation, puteau fi folosite doar pe o suprafață metalică specială: un mousepad care avea imprimată o grilă fină de linii albastre și gri. Pe măsură ce puterea de calcul a devenit mai ieftină, a devenit posibilă integrarea unor circuite integrate de procesare de imagini în maus. Acest avantaj a permis mausului să detecteze mișcarea pe o varietate mare de suprafețe, astfel transformând mișcarea pe suprafață în mișcarea pe ecran a indicatorului (cursorului) , eliminând nevoia unui mousepad special. Această evoluție a condus la adoptarea pe scară largă a mausului optic.
Mausurile optice moderne sunt independente de proprietățile suprafaței; ele se folosesc de un senzor optic pentru a lua imagini succesive ale suprafeței pe care operează. Majoritatea acestor mausuri folosesc LED-uri pentru a ilumina suprafața care este urmărită. Mausurile optice cu LED sunt deseori denumite greșit „mausuri cu laser”, probabil datorită luminii roșii a LED-ului, care este folosită în aproape toate mausurile optice. Schimbările dintre un cadru și următorul sunt procesate de procesorul de imagini al circuitului integrat și apoi transformate în mișcări pe cele două axe de coordonate. De exemplu, senzorul mausului optic Agilent Technologies ADNS-2610 procesează 1512 cadre pe secundă: fiecare cadru este o matrice pătrată de 18x18 pixeli, iar fiecare pixel poate avea 64 nivele diferite de gri.
Progresul tehnologiei mausurilor optice se datorează în mare parte cerințelor jucătorilor de jocuri computerizate de tip FPS, care, pentru a ținti mai exact, au nevoie de mausuri din ce în ce mai precise.

#### Efecte asupra sănătății provocate de mausurile optice
Lipsa de atenție în folosirea mausurilor optice poate provoca leziuni grave ale ochilor. Țintirea privirii spre LED poate provoca leziuni ale retinei.

#### Mausuri cu laser
În 2004 companiile Logitech și Agilent Technologies au introdus împreună mausul laser (modelul MX 1000). În locul obișnuitului LED acest maus folosește un mic laser. Noua tehnologie poate îmbunătăți gradul de detaliere a imaginilor captate de maus. Companiile susțin că aceasta duce la o îmbunătățire cu până de 20 de ori a sensibilității la mișcarea pe suprafață, în comparație cu mausurile optice convenționale. Jucătorii de jocuri electronice s-au plâns că MX 1000 nu răspunde imediat la mișcare după ce a fost ridicat, mișcat și apoi pus înapoi pe mousepad. Modelele mai noi ale mausului se pare că nu mai suferă de această problemă, care provenea dintr-o funcție de economisire a energiei. Aproape toate mausurile optice, cu laser sau cu LED, implementează această economisire, cu excepția celor destinate a fi folosite în jocuri, unde o milisecundă de întârziere contează. Deoarece mausurile fără fir necesită baterii, ele sunt proiectate să consume cât mai puțină energie cu putință. Pentru aceasta mausul pulsionează laserul în timp ce este în așteptare (standby), timp de 8 secunde după ultima mișcare. Această funcție prelungește viața bateriilor.
Compania Sun Microsystems atașa la stațiile sale de lucru de tip Sun SPARC mausuri cu laser - încă din anul 1994.

#### Mausurile optice în comparație cu mausurile mecanice

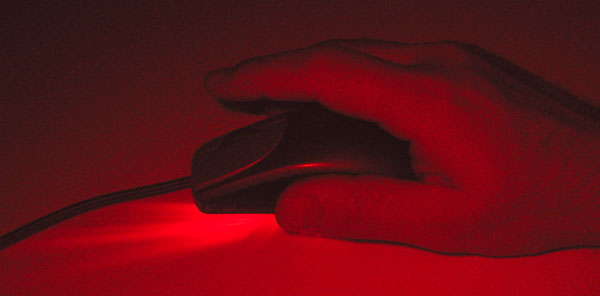
Mausul optic Logitech iFeel folosește un LED roșu pentru a proiecta lumină pe suprafața urmărită.

Suporterii mausurilor optice pretind că acestea funcționează mai bine decât mausurile mecanice, nu necesită întreținere și durează mai mult deoarece nu au părți în mișcare. Cu toate că curățarea unui maus mecanic este foarte simplă, mausurile optice nu au nevoie de întreținere, în afară de aceea de a îndepărta scamele care s-ar putea aduna sub emițătorul de lumină.
Suporterii mausurilor mecanice pe de altă parte, susțin că mausurile optice nu pot funcționa corect pe suprafețe transparente sau reflectante (acestea incluzând multe mausepaduri comerciale, care pot provoca indicatorul mausului să se deplaseze necontrolat în timpul funcționării), cu toate că această problemă poate fi rezolvată prin cumpărarea un mauspad adaptat mausurilor optice. Mausurile cu putere de calcul a imaginilor mai slabă, au de asemenea probleme cu mișcările rapide, dar mausurile performante urmăresc la viteze de peste 100 cm pe secundă.

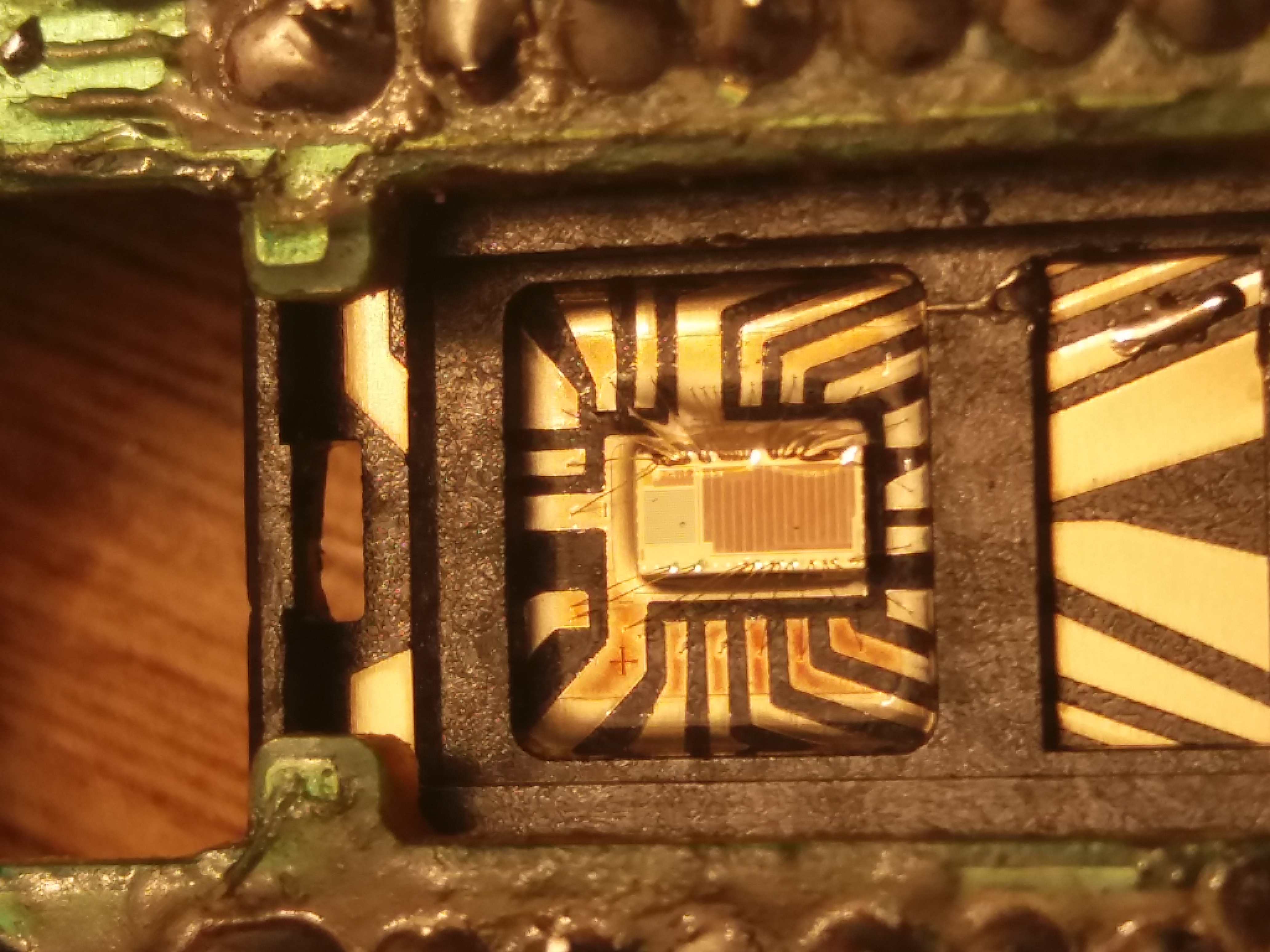
Senzor-ul optic al unui mouse (senzor CMOS + driver)

Probabil cel mai puternic argument în favoarea mausurilor mecanice este consumul scăzut de putere în configurații wireless. Un maus mecanic wireless are nevoie de un curent electric de aproximativ 5 mA sau mai puțin, spre deosebire de mausurile optice care au nevoie de obicei de aproximativ 25 mA pentru a pune în funcțiune LED-ul sau dioda laser. Mausurile optice mai vechi pot folosi și mai mult curent. Asta poate conduce la o autonomie mult redusă și schimbări frecvente ale bateriilor, făcându-le astfel nepotrivite pentru lucrul continuu.
Este important de observat că, deoarece mausurile optice funcționează pe baza imaginii LED-ului reflectată de suprafața mauspadului, performanța lor pe mauspaduri multicolore este uneori nesigură; mausurile mecanice nu suferă de această limitare.

### Mausurile tactile
În anul 2000 compania Logitech a introdus „mausul tactil”, care conținea un actuator care făcea ca mausul să vibreze. Un astfel de maus putea fi folosit pentru a completa interfețele utilizator cu feedback prin pipăit, de exemplu: pentru a da feedback atunci când se trecea de marginea unei ferestre.
În toamna lui 2009 compania Apple a introdus modelul „Magic Mouse”. Acesta arată ca un maus obișnuit dar nu trebuie mișcat din loc și nu are taste sau rotiță, reacționând la anumite mișcări ale degetelor direct pe suprafața sa superioară.

### Mausuri neconvenționale
În afară de mausurile obișnuite, care sunt operate cu mâna, există și alte variante de mausuri. Acestea vin în sprijinul celor care au un handicap, celor care au căpătat leziuni de la utilizarea excesivă a mausului sau a celor care nu pot folosi designurile convenționale. Câteva dintre acestea sunt:
- Trackball – utilizatorul mișcă o bilă montată pe o bază fixă;
- Minimaus – un maus mic, cam de dimensiunea unui ou, care este optimizat pentru portabilitate (foarte des se folosește împreună cu laptop-uri);
- Maus cameră – o cameră de luat vederi urmărește mișcările capului utilizatorului și mișcă pe ecran cursorul în mod corespunzütor. O altă variantă urmărește un punct de pe capul unei persoane și mișcă cursorul în consecință. Este mai precis decât precedentul.
- Maus de palmă – se ține în palmă și este operat numai de două butoane; mișcările de pe ecran corespund unei atingeri foarte fine, iar presiunea determină viteza de mișcare.
- Maus de picior – o variantă de maus pentru cei care nu doresc sau nu pot folosi mâinile sau capul.
- Joy-maus – o combinație dintre un joystick și un maus, joy-mausul este ținut în poziție verticală asemenea unui joystick, dar este mișcat ca un maus normal. De obicei, cu degetul mare se poate apăsa pe un buton.

Alte variante neobișnuite includ un maus care este ținut liber în mână, nu pe o suprafață plată, și detectează mișcarea după șase grade de libertate (trei translații și trei rotații). A fost comercializat pentru prezentările de afaceri, unde prezentatorul are de obicei nevoie să stea în picioare sau să se miște prin sală. Până acum aceste mausuri exotice nu au câștigat prea multă popularitate.

## Butoane
Spre deosebire de mecanismul de detectare a mișcării, butoanele mausului s-au schimbat foarte puțin, în principal variind în formă, număr și plasament. Primul maus al lui Engelbart avea un singur buton, dar curând numărul de butoane a fost crescut la trei. Mausurile comerciale au între unul și trei butoane, cu toate că la sfârșitul anilor 1990 câteva mausuri aveau cinci sau mai multe.
Cele mai frecvente sunt mausurile cu două butoane. Cel mai obișnuit scop al celui de-al doilea buton este de a invoca un meniu contextual în interfața utilizatorului, care conține opțiuni specifice elementului de interfața peste care este poziționat indicatorul. Aceasta este folosită de sistemul de operare Microsoft Windows în configurarea lui implicită, precum și altele. Butonul principal este poziționat de obicei în partea stângă a mausului.
Pe sisteme de maus cu trei butoane, apăsarea pe butonul din mijloc este folosită pentru o acțiune comună sau un macro. În Sistemul X Windows, clic pe butonul de mijloc copiază conținutul bufferului primar la poziția indicatorului. Multe mausuri cu două butoane sunt configurate să emuleze un maus cu trei butoane prin apăsarea simultană a celor două butoane. Clicurile de mijloc sunt folosite des sub forma unui buton de rezervă în caz că o funcție nu este alocată ușor.

#### Butoane suplimentare
Există mausuri construite cu cinci sau mai multe butoane. În funcție de preferințele utilizatorului, butoanele în plus pot permite navigarea înainte și înapoi într-un browser web sau navigarea prin istoria browser-ului. Aceste funcții s-ar putea totuși să nu fie suportate de toate programele. Butoanele suplimentare sunt în general mai folositoare în jocurile pe calculator, unde accesul ușor la o varietate mare de funcții, de exemplu schimbarea armelor în FPS-uri poate fi foarte util. Deoarece butoanele mausului pot fi atribuite teoretic oricărei funcții, apăsare de taste, aplicații, ele pot face lucrul cu un astfel de maus mai eficient.
Părerea lui Douglas Engelbart despre numărul optim de butoane era "cât mai multe cu putință". Prototipul care a popularizat ideea standardului cu trei butoane a avut acel număr din simplul motiv că "nu am putut găsi loc în care să încapă mai multe comutatoare".

## Utilizări uzuale ale butoanelor
Există câteva metode de intrare (introducerea datelor într-un calculator) folosind un maus, în afară de simpla mișcarea a dispozitivului pentru a face ca și indicatorul să se miște pe ecran.
Un clic de maus reprezintă acțiunea de a apăsa un buton al mausului cu scopul de a declanșa o acțiune, de obicei, în contextul unei interfețe utilizator grafice (GUI), de exemplu la un joc video pentru a trage cu arma într-un first-person shooter. Zgomotul caracteristic se datorează tehnologiei cu comutatoare folosită aproape universal în mausurile pentru calculatoare. Acest comutator se numește în engleză microswitch sau cherry switch și folosește o fâșie de metal tare, dar flexibilă, care este îndoită pentru a acționa comutatorul. Îndoirea metalului face zgomotul caracteristic mausului. Cercetătorii au determinat că reacția auditivă împreună cu cea tactilă asigură utilizatorului un feedback mai bun.

### Clic simplu
Aceasta este cea mai comună metodă de a detecta intrarea de la maus. La mausurile cu un singur buton aceasta înseamnă, simplu, folosirea butonului mausului. La mausurile cu mai multe butoane aceasta înseamnă folosirea unuia dintre butoane și este caracterizată de butonul care este apăsat (de ex. „clic stânga” pentru apăsarea pe butonul din stânga, „clic dreapta” pentru apăsarea pe butonul din dreapta etc.).

### Clic dublu
Un clic dublu apare atunci când un utilizator apasă butonul de două ori în succesiune rapidă. Aceasta, de obicei, determină o acțiune care este diferită de ce a unui clic simplu. De exemplu, în aplicația Macintosh Finder, un utilizator poate face simplu clic pentru a selecta un fișier sau dublu clic pentru a deschide acel fișier. Studii de utilizabilitate au arătat că dublul clic poate fi confuz și mai greu de folosit; de exemplu, utilizatorii cu abilități motorii slabe s-ar putea să nu facă al doilea clic îndeajuns de repede după primul, astfel acțiunea înregistrându-se ca două clicuri simple în loc de un singur clic dublu. Majoritatea mausurilor cu mai multe butoane permit configurarea unui buton pentru a genera un clic dublu chiar la o singură apăsare. Sistemele de operare moderne permit utilizatorilor să configureze ei înșiși intervalul maxim în care cele două clicuri vor trebui făcute pentru a fi considerate ca dublu clic.

### Clicuri multiple
Clicurile multiple apar când utilizatorul apasă pe un buton de mai multe ori într-o succesiune rapidă. Aceasta generează o acțiune diferită de acțiunilele unui clic simplu sau dublu. Clicul triplu, de exemplu, poate fi folosit în procesoarele de text cum ar fi Microsoft Word și browser-ele web pentru a selecționa o secțiune întreagă (de exemplu, o linie sau un paragraf de text). Aplicațiile profesionale de tehnoredactare computerizată cum sunt QuarkXPress și Adobe InDesign utilizează și ele clicuri cvadruple (4 clicuri succesive pentru a selecta un paragraf) și chiar și pentaclicuri (5 clicuri succesive pentru a selecta o istorie întreagă).

### Tragere și plasare
Operația de tragere și plasare funcționează astfel: odată ce un utilizator a apăsat cu mausul pe un obiect de pe ecran, el poate trage (muta) obiectul dacă ține apăsat butonul de maus în timp ce mișcă mausul. La sfârșitul mișcării obiectul tras este plasat (părăsit, „aruncat”) în noua poziție dorită.
Acțiunea este foarte des referită după numele în engleză (drag-and-drop, sau în forma hibridă drag-și-drop) sau în forme derivare (selecție și tragere, sau, în câteva produse Microsoft, clic-glisare).

### Gesturi de maus
Un gest de maus este un mod anumit de a combina mișcările mausului cu clicurile, pentru a indica o comandă software specifică. Exemple de gesturi de maus:
- apăsarea butonului drept urmată de apăsarea butonului stâng (în timp ce se ține apăsat butonul drept) poate semnifica întoarcerea la pagina anterioară;
- acțiunea opusă (întâi butonul stâng și apoi butonul drept) poate semnifica trecerea la pagina următoare (acest lucru se întâmplă de exemplu în browser-ele Opera și Firefox, dacă se activează gesturile).
- La fel, o mișcare sus-stânga - jos-dreapta (cu mausul apăsat) poate reprezenta un zoom sau închiderea paginii.

Majoritatea gesturilor sunt configurabile de către utilizator.

## Rotițe
O inovație majoră adusă butoanelor mausului a fost rotița de derulare: o rotiță mică, având axul paralel cu suprafața mausului, care poate fi rotită în "sus" (înainte) sau în "jos" (Înapoi). De obicei, mișcarea rotiței este transformată în derularea în sus sau în jos a ferestrei curente. Aceasta este foarte folositoare pentru navigarea într-un document lung. Adesea rotița de derulare poate fi și apăsată, înlocuind astfel un al treilea buton (cel din centru). Aceasta activează autoderularea autoscrolling în sistemul de operare Windows, în aplicațiile care suportă această funcție. Câteva modele mai noi de maus permit derulare atât verticală cât și orizontală. Rotița poate fi folosită cu câteva aplicații pentru a mări sau micșora dimensiunea caracterelor, imaginilor etc., ținând apăsată tasta Control (Ctrl) și derulând în sus sau în jos. Aplicațiile care permit această funcționalitate includ Microsoft Word, Internet Explorer și Mozilla Firefox.
O formă mai avansată a rotiței mausului este rotița care în plus se și înclină stânga-dreapta, care se întâlnește la modelele mai scumpe ale mausurilor produse de Logitech și Microsoft. Rotițele care se înclină sunt în esență rotițe convenționale care au fost modificate cu o pereche de senzori legați la mecanismul de înclinare. Acești senzori sunt implicit asociați derulării stânga-dreapta.
În 2005 mausul Apple Mighty Mouse a introdus o a treia varietate de dispozitiv de derulare: bila de derulare. Aceasta este în esență un trackball micuț incorporat în suprafața mausului și este folosită ca o rotiță, dar în două dimensiuni.

## Conectivitate și protocoale de comunicare
Asemenea tuturor dispozitivelor de intrare, mausurile trebuie să aibă o oarecare conectivitate cu computerul pentru a putea transmite intrările. Mausurile tipice folosesc un cablu electric subțire, de exemplu un cablu RS-232C, IBM PS/2, ADB sau USB pentru acest scop. Mausurile fără fir folosesc comunicație wireless pentru a transmite date: infraroșu, radio sau Bluetooth.
Formatul datelor transmise de mausurile obișnuite a variat în trecut de la un producător la altul și depinde de asemenea de interfața electrică folosită.

### Protocolul PS/2 pentru mausuri
Începând cu seria de computere personale IBM PS/2 în 1987, mausurile pentru calculatoare compatibile IBM au devenit conectabile din ce în ce mai des prin intermediul unui conector rotund cu 6 pini. Conectorul, alocarea pinilor și formatul serial low-level este același cu cel folosit de o tastatură IBM PC PS/2. Pentru fiecare mișcare, apăsare de buton sau eliberare de buton, un maus PS/2 trimite pe portul serial bidirecțional o secvență de 8 octeți, având următorul format. Mufele PS/2 sunt codificate pe culori astfel încât să nu se confunde portul PS/2 de tastatură cu cel de maus. Portul de culoare verde este portul PS/2 pentru maus, iar cel de culoare violet este portul PS/2 pentru tastatură.
Aici, XS și YS sunt biții de semn ai vectorilor de mișcare, XV și YV indică o depășire în componenta vector respectivă, iar LB, MB și RG indică starea butonului din stânga, dreapta și mijloc. Mausurile PS/2 mai înțeleg de asemenea câteva comenzi pentru resetare și auto-test, schimbarea între diferite moduri de operare și schimbarea rezoluției vectorilor de mișcare raportați.
Un maus Microsoft Intellimouse folosește la început același format pentru compatibilitate. După ce gazda a trimis o secvență specială de comenzi, el schimbă într-un format extins, în care un al patrulea octet poartă informația despre mișcările rotiței și a altor două butoane.

### Apple Desktop Bus

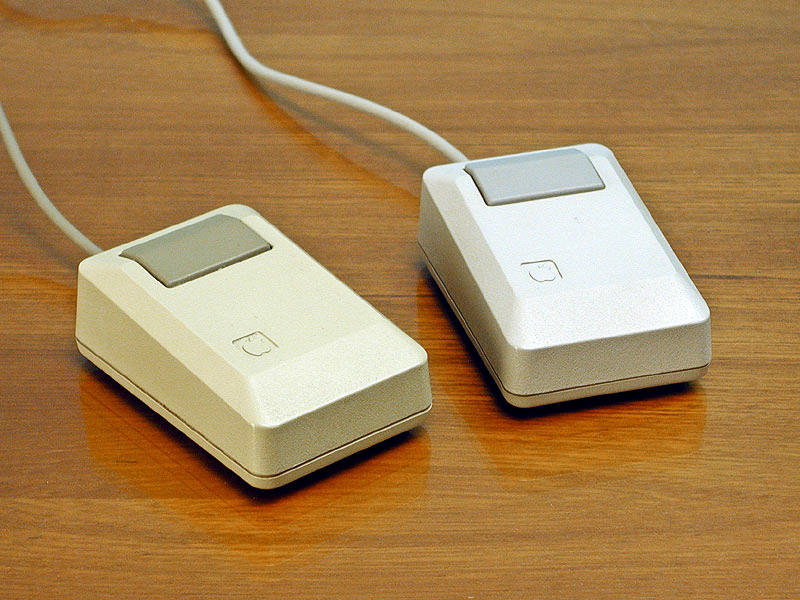
Mausurile Apple Macintosh Plus,1986.

În 1986 Apple a implementat pentru prima dată Apple Desktop Bus, permițând ca până la 16 dispozitive să fie înlănțuite. Având un singur pin pentru date, busul folosea o abordare prin sondaj a comunicațiilor computer/maus și a supraviețuit ca standard pe modelele mainstream până în 1998 când iMac a început mutarea pe USB. Powerbook G4 și-a păstrat Apple Desktop Bus pentru comunicația cu tastatura și trackpad-ul incorporate până la începutul anului 2005.

## Viteza mausului
Viteza unui maus se exprimă deseori în dpi (dots per inch). DPI reprezintă numărul de pixeli cu care se mișcă un cursor de maus pe ecran atunci când mausul este deplasat un inch (25,4 mm). Senzitivitatea mausului este un truc software care face cursorul să accelereze atunci când mausul e mișcat cu o viteză constantă.
O unitate de măsură mai puțin obișnuită, "Mickey"-ul (denumită după Mickey Mouse), este o măsură a distanței raportată de un maus. Nu este o unitate de măsură tradițională deoarece indică numai numărul de puncte într-o direcție particulară. Numai atunci când este combinată cu DPI devine o indicație a mișcării reale. În absența accelerării, Mickey corespunde număului de pixeli mișcați pe un ecran de calculator.
Adițional, sistemul de operare aplică o accelerație, denumită balistică, mișcării raportate de maus. De exemplu, versiunile de Microsoft Windows anterioare Windows XP dublau valorile raportate deasupra unui prag configurabil, și apoi, opțional, le dublau încă odată peste un al doilea prag configurabil. Aceste dublări au fost aplicate separat pe direcțiile X și Y, rezultând într-un răspuns foarte neliniar. În Windows XP și multe versiuni de sisteme de operare de la calculatoarele Apple Macintosh, se folosește o calculație a balisticii mult mai fină, care compensează rezoluția ecranului și are o liniaritate mai bună.

## Accesorii

### Mauspad
Mauspadul este cel mai popular accesoriu, folosit împreună cu majoritatea mausurilor. Asigură o suprafață netedă pe care să se miște mausul, deoarece multe birouri nu sunt potrivite, iar suprafețele de lemn sau plastic tocesc piciorușele mausului mai repede. Mauspaduri specializate, de consistență mai tare, sunt disponibile gamerilor. Unele mausuri optice nu au nevoie de un mauspad, deoarece sunt proiectate să folosească direct suprafața mesei. Un mauspad este, în general, necesar atunci când se folosește un maus cu bilă, deoarece bila necesită aderența oferită de mauspad pentru a se rostogoli bine.

### Piciorușele mausului
Piciorușele mausului, de obicei 4 la număr, sunt confecționate din material plastic șlefuit, cu coeficient de frecare mic. Acest lucru asigură mausului o bună alunecare (cu frecare redusă) pe o suprafață netedă (de ex. pe un mouse pad). Pentru a îmbunătăți și mai mult alunecarea, unele modele de calitate superioară au piciorușe confecționate din teflon.

### Manageri de fir
Accesorii pentru a administra firul unui maus sunt de diferite forme, dar toate ajută la dirijarea firului astfel încât să nu deranjeze. Mausurile fără fir, bineînțeles, nu au nevoie de un astfel de accesoriu.

### Rezemător pentru încheietura mâinii
Un rezemător pentru încheietura mâinii este alcătuit din gel silicon, neopren sau alte materiale spongioase. Acesta asigură încheieturii mâinii un unghi mai natural care ajută la reducerea oboselii și a efortului.

## Mausurile în comerț
În anii 1970, Xerox PARC distribuia mausuri împreună cu al lor Xerox Star. Mai târziu, inspirați de Star, Apple Computer au lansat Apple Lisa. Totuși, nici Star, nici Lisa nu au avut succes comercial. Numai după lansarea lui Apple Macintosh în 1984, mausul a devenit utilizat pe scară largă.
Designul Macintosh a fost influent și succesul lui a condus mulți vânzători să producă mausuri sau să-i includă împreună cu propriile calculatoare. Adoptarea pe scară largă a interfețelor grafice în anii 1980 și 1990 au făcut din maus un accesoriu indispensabil unui calculator. În anul 2000, Dataquest estima că anual se vindeau mausuri în valoare de 1,5 milioane de dolari americani.

## Aplicații ale mausului în interfețele utilizator
De obicei, mausul este folosit pentru a controla mișcarea unui cursor în două dimensiuni într-o interfață utilizator grafică. Obiecte, cum sunt fișierele, programele sau acțiunile, pot fi selectate dintr-o listă de nume, dar, adesea sunt reprezentate vizual sub forma unor pictograme și butoane; cursorul mausului poate fi folosit pentru a selecta sau pentru a activa obiecte prin mișcarea cursorului deasupra numelui sau pictogramei și apăsând unul dintre butoane. De exemplu, un fișier text poate fi reprezentat sub forma unei bucăți de hârtie, iar făcând clic pe această pictogramă, poate activa programul de editare de texte să deschidă fișierul într-o nouă fereastră.
Mausurile pot fi folosite și „gestural”, adică o mișcare stilizată a cursorului mausului poate fi folosită drept semnal pentru apelul unei anumite funcții. În interfețele gesturale, un anumit gest de maus poate fi asociat unei acțiuni: de exemplu, într-un program de desenare, mișcarea rapidă a mausului sub forma unui „x” deasupra unei imagini poate șterge imaginea.
Interfețele gesturale sunt mai rare și adesea mai greu de folosit decât indicatorul și clicul, deoarece necesită un control mai fin din partea utilizatorului. Cu toate acestea, câteva gesturi convenționale s-au răspândit pe scară largă, acestea incluzând funcția „glisare și fixare” în care:
1. utilizatorul apasă butonul mausului în timp ce cursorul mausului se află deasupra unui obiect;
2. ține butonul apăsat în timp ce mută cursorul la o altă poziție;
3. eliberează butonului.

Această mișcare este de obicei folosită pentru a mișca un obiect dintr-un loc în altul — obiectul este tras de la vechea poziție și lăsat să „cadă” în noua poziție. De exemplu, un utilizator poate glisa și fixa o pictogramă dintr-un director peste pictograma coșului de reciclare, astfel indicând că fișierul trebuie șters.
Alte utilizări ale intrărilor de la maus sunt comune în domenii speciale de aplicații. În grafica 3D interactivă, mișcarea mausului este transformată direct în mișcarea camerei virtuale. De exemplu, în jocul Quake, mausul este, de obicei, folosit pentru a controla direcția în care se îndreaptă capul jucătorului: mișcând mausul în sus va determina capul jucătorului să se uite în sus, astfel dezvăluind ceea ce era deasupra capului jucătorului.
Când mausurile au mai mult de un buton, programele pot atribui funcții diferite pentru fiecare buton. Adesea, primul buton va selecta obiecte, iar cel secundar va determina apariția unui meniu cu acțiuni alternative care se pot aplica acelui obiect. De exemplu, pe platforme cu mai mult de un buton, browser-ul Mozilla va „urma” o legătură ca răspuns la clicul primului buton, iar ca răspuns la clicul butonului secundar va afișa un meniu cu acțiuni alternative pentru acea legătură, și adesea va deschide legătura într-o nouă filă (informatică, engleză: tab) sau fereastră ca răspuns la clic-ul celui de-al treilea buton.

### Unul, două sau trei butoane?
Problema privind numărul de butoane pe care trebuie să-l aibă un maus a ridicat un număr surprinzător de controverse. De la primul Macintosh și până târziu în 2005, Apple a distribuit calculatoare cu un singur buton, în timp ce majoritatea celorlalte platforme foloseau mausuri cu mai multe butoane. Apple și susținătorii lor argumentau că mausurile cu un singur buton sunt mai eficiente și că mausurile cu mai multe butoane puneau probleme utilizatorilor începători. Interfața utilizator a Macintosh este proiectată astfel încât toate funcțiile sunt disponibile cu un singur buton de maus. Ghidul Apple de Interfețe Umane (engleză Apple Human Interface Guidelines) încă precizează ca toate funcțiile să fie disponibile cu un maus cu un singur buton. Cu toate acestea, aplicațiile X Window System, pe care Mac OS X de asemenea le poate rula, au fost proiectate astfel încât necesită un maus cu două sau chiar trei butoane, astfel determinând chiar și operațiile simple cum sunt tăiere și lipire (engleză cut and paste) să fie dificile. Mac OS X suportă nativ mausuri cu mai multe butoane, astfel încât mulți utilizatori au ales să folosească mausuri de la alte firme. Pe 2 august 2005, Apple a introdus mausul lor multi-buton, denumit Mighty Mouse care are patru butoane independente, programabile și o bilă de scroll de 360 de grade, care poate fi folosită pentru a scrola în orice direcție. Acesta este acum mausul care este distribuit cu toate calculatoarele Macintosh.
Susținătorii mausurilor cu mai multe butoane precizează că suportul pentru un singur buton, conduce adesea la ocolișuri stângace în interfețe unde mai mult de o singură acțiune este posibilă pentru un anumit obiect. Există câteva ocolișuri comune și chiar pachete software Macintosh des folosite, care de altfel sunt conforme în întregime regulilor de interfațare umană, incluzând browsere web și programe de editare grafică, ocazional necesită folosirea unuia dintre ele.
Unul dintre aceste ocolișuri este tehnica apasă-și-ține-apăsat. Această tehnică presupune ca utilizatorul să apese și să țină apăsat butonul, apoi după o perioadă de timp, apăsarea butonului nu mai este percepută ca un singur clic, ci ca o altă acțiune. Aceasta are două neajunsuri: în primul rând, la fel ca și cu clic-ul dublu, un utilizator lent poate provoca o acțiune apasă-și-ține-apăsat fără intenție. În al doilea rând, utilizatorul trebuie să aștepte în timp ce programul detectează că clicul este, de fapt, apasă-și-ține-apăsat, altfel clicul poate fi interpretat ca un clic singular. În continuare, remediile pentru aceste neajunsuri sunt în conflict una cu alta: cu cât întârzierea este mai mare, cu atât utilizatorii trebuie să aștepte; iar cu cât întârzierea este mai scurtă, cu atât există riscul ca unii utilizatori să activeze apasă-și-ține-apăsat când de fapt au făcut clic.
Alternativ, utilizatorul trebuie să țină apăsat un buton de pe tastatură în timp ce apasă butonul de la maus: calculatoarele Macintosh folosesc tasta ctrl. Aceasta are dezavantajul că are nevoie de amândouă mâinile să fie libere. De asemenea, este nevoie ca utilizatorul să realizeze două acțiuni folosind două dispozitive complet separate în același timp, adică trebuie să apese un buton de pe tastatură în timp ce apasă pe butonul de la maus. Aceasta poate fi o sarcină grea pentru un utilizator cu dizabilități. Studiile au arătat că cele de mai sus sunt mai puțin utilizabile decât butoanele adiționale pentru utilizatorii experimentați.
Majoritatea mașinilor care rulează Unix sau un sistem de operare de tip Unix folosesc X Window System care are nevoie aproape întotdeauna de un maus cu trei butoane. În X, butoanele sunt numărate prin convenție. Aceasta permite instrucțiunilor utilizator să se aplice mausurilor sau dispozitivelor de indicat care nu folosesc plasamentul convențional al butoanelor. De exemplu, un utilizator stângaci poate inversa butoanele, de obicei, printr-o setare software. Prin plasarea neconvențională a butoanelor, indicațiile de utilizare care spun "butonul stâng al mausului" sau "butonul drept al mausului" sunt confuze. Calculatoarele de ultimă generație Xerox Parc Alto și Dorado de la mijlocul anilor 1970 foloseau mausuri cu trei butoane, iar fiecărui buton îi era desemnată o culoare. Roșu era folosit pentru butonul din stânga, galben era folosit pentru butonul din mijloc și albastru era folosit pentru butonul din dreapta. Această convenție de nume încă se mai folosește în unele medii Smalltalk cum este Squeak și poate fi mai puțin confuză decât denumirile de dreapta, mijloc și stânga.
Mausurile noi au o rotiță de scrol între cele două butoane, iar apăsarea pe rotiță se comportă ca butonul din mijloc. De asemenea, mausurile cu cinci sau mai multe butoane pot fi folositoare în unele situații. Mausul Intellimouse de la Microsoft este cel mai cunoscut dintre acest tip de mausuri, dar există și alte mărci. Butoanele în plus se folosesc cel mai adesea atunci când se navighează pe Internet cu un browser sau atunci când se navighează prin fișiere cu ajutorul unui browser de fișiere.

## Mausuri în jocuri
Mausurile sunt adesea folosite drept interfață pentru jocurile pentru computer, iar uneori pentru consolele de jocuri video. Se folosesc adesea în combinație cu o tastatură. În dezbateri privind ce este mai bun într-o platformă de jocuri, mausul este adesea citat ca un foarte mare avantaj pentru PC.

### First-person shooters
Combinația maus-tastatură este o modalitate foarte populară de a juca jocuri de tip First-person shooter. Axa X a mausului se folosește pentru a vă uita în stânga și dreapta, iar axa Y se folosește pentru a vă uita în sus și în jos. Butonul din stânga se folosește pentru foc primar. Foarte mulți gameri preferă această configurație în locul unui gamepad sau a unui joystick deoarece le permite să se întoarcă rapid și să aibă o acuratațe mai mare. Butonul din dreapta este adesea folosit pentru focul secundar al armei selectate, dacă jocul permite mai multe moduri de foc. Rotița de scrol se folosește pentru schimbarea armelor. Tastatura se folosește, de obicei, pentru mișcare (de exemplu: w, a, s și d, sau simplu WASD, pentru mișcarea înainte, stânga, înapoi și dreapta) și alte funcții cum sunt schimbarea posturii. Deoarece mausul se folosește pentru țintire, un maus care urmărește mișcarea cu acuratețe și cu o mai mică întârziere dă jucătorului un avantaj asupra jucătorilor cu mausuri mai lente sau mai imprecise.

#### Opțiunea „inversează maus”
În multe jocuri, cum sunt shooter-ele de persoana întâi sau a treia, există o opțiune numită „inversează maus” sau similar. Aceasta permite utilizatorului să se uite în jos prin mișcarea mausului înainte și să se uite în sus prin mișcarea mausului înapoi (invers setărilor implicite). Acest sistem de control este similar cu controlul avioanelor, unde tragerea manșei în jos produce o înclinare în sus, iar împingerea manșei in sus produce o înclinare în jos —această modalitate de control este de obicei copiată de joystick-uri.
După Doom, produs de id Software, jocul care a popularizat jocurile FPS, dar care nu permitea țintirea pe verticală cu ajutorul mausului (axa Y era folosită pentru mișcarea înainte/înapoi), competitorul Duke Nukem 3D de la 3D Realms a fost unul din primele jocuri care a permis țintirea în sus și în jos folosind mausul. Jocul, precum și alte jocuri care foloseau motorul grafic Build engine, avea o opțiune de a inversa axa Y (mișcând mausul înainte, ținta se muta în sus, iar mișcând mausul înapoi, ținta se muta în jos). Această proprietate făcea, de fapt, ca mausul să se comporte în modul pe care acum îl considerăm normal. În curând, id Software a lansat jocul Quake, care a introdus proprietatea așa cum o cunoaștem acum. Alte jocuri care au folosit motorul grafic Quake engine au păstrat această proprietate. Probabil datorită popularității generale a Quake, acesta a devenit standardul curent.

#### Super Nintendo
La începutul anilor 1990, sistemul de jocuri Super Nintendo Entertainment System a devenit prima consolă comercială de jocuri care avea un maus SNES pe lângă controlerele sale. Cel mai cunoscut joc care a folosit capacitățile mausului a fost Mario Paint.